# Mindelo
Mindelo är en hamnstad i Kap Verde. Den är med sina 76 650 invånare (2009) landets näst största stad, efter huvudstaden Praia. Mindelo ligger på ön São Vicente och brukar räknas som Kap Verdes kulturhuvudstad. Många av landets musiker kommer härifrån, till exempel Cesária Evóra, Val Xalino, Bana & Luis Morais.